# Instituto Metodista Granbery

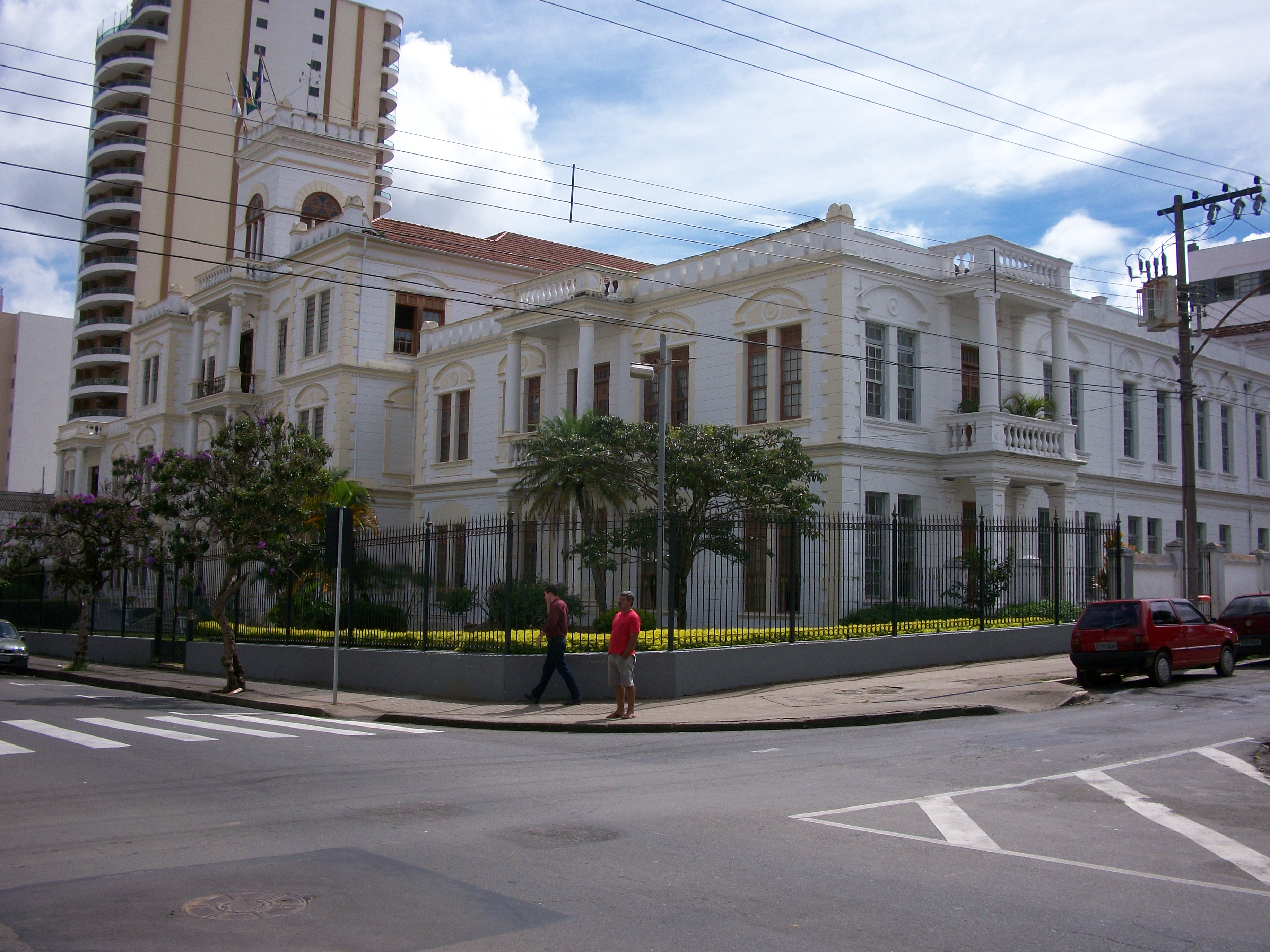
Instituto Metodista Granbery em 2012.

O Instituto Metodista Granbery é uma instituição de ensino de orientação religiosa metodista fundada em 1890 na cidade de Juiz de Fora, Minas Gerais. Presta serviços no ensino básico e ensino superior.

## Colégio Americano Granbery
O Colégio Americano Granbery foi fundado por missionários estadunidenses do sul da Igreja Metodista Episcopal em 08 de setembro de 1889, sendo um importante marco para a introdução do metodismo na região da mata mineira tanto como concepção educacional, como concepção de mundo, como prática religiosa. O colégio recebeu o nome em homenagem a John Cowper Granbery, bispo que estava à frente das incursões de representantes da Igreja Metodista estadunidense em território brasileiro nos últimos anos do Império do Brasil.
No início, o colégio possuía duas repartições: uma "high school" para educar com princípios liberais a elite e um seminário para os pastores da nova igreja.

## Faculdade Granbery
Em 1904, com a consolidação do colégio, foram criadas as faculdades de Farmácia e Odontologia, sendo esta uma das primeiras no Brasil. Também foram abertos cursos de pedagogia e teologia. Entretanto, na década de 1930, a instituição se afastou do ensino superior, só retomando estas atividades em 1999, com o curso de Administração, este oferecido até hoje, tendo se somado a este os cursos de Ciências Contábeis, Arquitetura, Direito, Pedagogia, Educação Física, Sistema de Informação e Psicologia.